# Nordmakedoniens herrlandslag i handboll
Nordmakedoniens herrlandslag i handboll representerar Nordmakedonien i handboll på herrsidan. Makedonien kvalade för första gången in till VM vid turneringen 1999 i Egypten och slutade på 18:e plats. Största framgångar är 9:e plats vid VM 2015 i Qatar och 5:e plats vid EM 2012 i Serbien.
Sedan 2021 är Kiril Lazarov förbundskapten.

## Spelare i urval
- Stevče Aluševski
- Kiril Lazarov
- Dejan Manaskov
- Filip Mirkulovski
- Borko Ristovski